# Torre di Sant'Elia
La torre di Sant'Elia è una piccola torre costiera situata in cima all'omonimo promontorio, a Cagliari.
Il censimento delle torri costiere della Sardegna effettuato da Marco Antonio Camos nel 1572, enumera tra le fortificazioni esistenti anche la torre di Sant'Elia.
La struttura, di forma tronco conica con volta a cupola, alta sei metri e con un diametro di cinque, venne costruita in pietra calcarea.
Attualmente in cattivo stato di conservazione, la torre di Sant'Elia sorge vicino a una base militare, a 139 metri sul livello del mare, in una posizione dalla quale è possibile vedere quasi tutte le torri costiere del golfo di Cagliari.